# Edward Żurawicz
Edward Żurawicz (ur. 27 marca 1947 w Kułakowicach, zm. 15 marca 2021) – polski genetyk i hodowca roślin sadowniczych, prof. dr hab.

## Życiorys
W 1972 ukończył studia w Szkole Głównej Gospodarstwa Wiejskiego w Warszawie. W tym samym roku rozpoczął pracę w Instytucie Sadownictwa (od 1978 Instytucie Sadownictwa i Kwiaciarstwa w Skierniewicach. Tam w 1981 obronił pracę doktorską Wrażliwość truskawek na mróz w zależności od odmiany i niektórych czynników zewnętrznych. W 1990 r. habilitował się na podstawie rozprawy zatytułowanej Dziedziczenie najważniejszych cech użytkowych truskawki (Fragaria x ananassa Duch). 22 lipca 1998 nadano mu tytuł profesora w zakresie nauk rolniczych. 
Pracował kolejno w Zakładzie Roślin Jagodowych (1972-1977), Zakładzie Hodowli, Oceny Odmian i Szkółkarstwa (1972-1985) i Zakładzie Hodowli Roślin Sadowniczych ISK (1985-2017, w 2014 jednostka przyjęła nazwę Zakład Roślin Ogrodniczych). Był zastępcą dyrektora ds. badawczych ISK (2002-2011). 
Był członkiem (od 2000) i przewodniczącym (2007-2010) Komitetu Nauk Ogrodniczych PAN (2007-2010) oraz członkiem Komitetu Agrofizyki PAN.
Zmarł 15 marca 2021, pochowany na cmentarzu przy ul. Strobowskiej w Skierniewicach.

## Odznaczenia
- Złoty Krzyż Zasługi (2001)[5]
- Brązowy Medal „Zasłużony dla Nauki Polskiej Sapientia et Veritas” (2023, pośmiertnie)[6]